# Mill-féle szabályok
A Mill-féle indukciós következtetési szabályok John Stuart Mill (London, 1806. május 20. – Avignon, 1873.) angol filozófus-közgazdásztól származnak. Mill azt állította, hogy egyedi együttjárásokból általános korrelációra következtetni induktív lépés. A tudomány csupa induktív következtetéseket használ, de ezeket módszeresen teszi. Az oksági következtetések sosem biztosak -induktív mivoltukból adódóan- de megbízhatóvá tehetőek bizonyos módszerek követésének segítségével.

## A Mill-féle szabályok
Az oksági viszonyok ellenőrzésére használható a tíz, Mill-féle indukciós következtetési szabály.A megegyezés és különbözőség szabályok, illetve ezek tetszőleges kombinációja arra alkalmas, hogy kiszűrjön hibásan feltételezett oksági kapcsolatokat. Ha ugyanis két esemény között oksági kapcsolat van, akkor az adott oksági kapcsolatnak megfelelő korrelációs viszonynak fenn kell állnia. Ha ez a korreláció nem áll fenn, akkor nem állhat fenn a feltételezett oksági kapcsolat sem. A maradékok módszere segítségével oksági kapcsolatok ismeretében tudunk további oksági kapcsolatokra következtetni.

### A megegyezés módszere

#### Példa
Egy kórházban sok ember fekszik ételmérgezéssel. Hogyan keresem az okot?
```
  a evett:          
  - A-t,                 
  - B-t,                               
  - C-t,                    
  - 
D-t
```

```
  b evett: 
  - B-t,
  - 
D-t,

  - E-t,
  - F-t,
  - G-t
```

```
  c evett:
  - 
D-t,

  - F-t,
  - H-t
```

Tehát a mérgezés oka D.
Indok: Más körülményektől függetlenül, amikor D jelen volt, a betegség mindig kialakult (és nincs más közösen meglevő jelölt).

#### Ellenpélda
```
  
Rum
 + Pizza + Ülök = Fejfájás
  
Rum
 + Virsli + Állok = Fejfájás 
  
Rum
 + Ropi + Fekszem = Fejfájás
```

Tehát a rum fejfájást okoz.
```
  Rum + 
Szóda
 = Fejfájás 
  Vodka + 
Szóda
 = Fejfájás
  Tequila + 
Szóda
 = Fejfájás
```

Tehát a szóda fejfájást okoz.
Mivel induktív következtetésről van szó, nem alkalmazható mechanikusan: a háttértudást mindig figyelembe kell venni.
Sok esetben olyan „ideális” körülményeket lehet teremteni, ahol kizárjuk a nemkívánatos hatásokat, például: természettudományos kísérletezés

### A különbség módszere

#### 1. példa
Mr. G hétről-hétre képtelen lányokat felszedni a diszkóban. Mi az oka?
```
  Szemüveg + Szőke haj + 
Viccelődés
 = Lekoptatják 
  Nincs szemüveg + Szőke haj +
Viccelődés
 = Lekoptatják 
  Szemüveg + Vörös haj + 
Viccelődés
 = Lekoptatják 
  Szemüveg + Vörös haj + Komoly pofa = Nem koptatják le
```

Tehát a viccelődés volt a lekoptatás oka.
Indok: Minden más megváltozásától függetlenül, ha a "V" nem jelent meg, "L" sem jelent meg.

#### 2. példa
```
  Oxigén + Papír + 
Szikra
 = Tűz
  Oxigén + Papír + 
Nincs szikra
 = Nincs tűz
```

Tehát a szikra a tűz oka.

#### Ellenpélda
```
   
Oxigén
 + Papír + Szikra = Tűz
   
Nincs oxigén
 + Papír + Szikra = Nincs tűz
```

Tehát az oxigén a tűz oka.

### Megegyezés és különbség egyesített módszere
1.A különbség módszere önmagában félrevezetne, azonban a megegyezés módszere segítségül van.

#### 1. példa
```
  
Oxigén
 + Papír + Szikra = Tűz 
  
Nincs oxigén
 + Papír + Szikra = Nincs tűz 
  
Oxigén
 + Bádoglemez + Szikra = Nincs tűz
```

Tehát nem az oxigén a tűz oka.
2. A megegyezés módszere önmagában félrevezetne, azonban a különbség módszere segítségül van.

#### 2. példa
```
  Rum + 
Szóda
 = Fejfájás
  Vodka + 
Szóda
 = Fejfájás
  Rum + 
Nincs szóda
 = Fejfájás
```

Tehát nem a szóda a fejfájás oka.

#### 3. példa
```
  Juli + 
Mari
 + Teri elmegy a buliba = Mr. G 
elmegy
 
  Gizi + 
Mari
 + Bori elmegy a buliba = Mr. G 
elmegy

  Juli + Teri + Bori elmegy a buliba = Mr. G 
nem megy el
```

Tehát Mr. G Mari miatt jár a buliba.
Azaz, amikor Mari ott van, Mr. G is ott van, de amikor Mari nincs ott, Mr. G is távol marad.

### A maradékok módszere
Előzetes tudásra alapuló módszer.

#### Példa
```
  Állok + Sört iszom + Virslit eszem = Fáj a lábam + Fáj a fejem + Fáj a hasam
```

Tehát az állás lábfájást okoz.
Tehát a sör fejfájást okoz.
Tehát a virsli hasfájást okoz.
Ha egyes jelenségek okait már ismerem, akkor ezeket sorban kiejtve a kérdéses jelenség oka az eddig nem tárgyalt körülmény.

### Az együttváltozás módszere
A tudományban fokozati kérdéseket is figyelünk.
```
  
1 rum
 + Pizza + Ülök = Enyhe fejfájás
  
4 rum
 + Virsli + Állok = Jelentős fejfájás
  
8 rum
 + Ropi + Fekszem = Iszonyú fejfájás
```

Tehát a rum fejfájást okoz.
A korreláció meglétének legbiztosabb formája a kvantitatív korreláció.
Azonban ettől még nem biztos az oksági kapcsolat.

### Szükséges, elégséges feltételek
```
  Ha rum, akkor fejfájás = A rum a fejfájás elégséges feltétele 
  Ha nincs oxigén, akkor nincs tűz = Az oxigén a tűz szükséges feltétele  
  Ha Mari jön, akkor Mr. G is jön, de ha nem jön Mari, akkor nem jön Mr. G sem 
  = Mari ottléte Mr. G ottlétének szükséges és elégséges feltétele
```

Tehát, az egyes helyzetekben mást és mást értünk okság alatt.